# Hanni Ossott
Hanni Ossott (14 tháng 2 năm 1946 - 31 tháng 12 năm 2002) là một nhà thơ, dịch giả và nhà phê bình từ Venezuela. Cô sinh ra ở Caracas và cô đã nhận bằng cử nhân tại Đại học Trung tâm Venezuela, nơi cô cũng là giáo sư. Cô đã được trao giải thưởng Jose Antonio Ramos Sucre và giải thưởng Lazo Martí và cô làm dịch giả và nhà phê bình.

## Công trình chính
- Hasta que llegue el día y huyan las sombras (1983)
- El reino donde la noche se abre (1986)
- Plegarias y penumbras (1986)
- Cielo, tu arco grande (1989)
- Casa de agua y de sombras (1992)
- El circo roto (1993).